# دشت زاغ آبدان
دشت زاغ آبدان، روستایی در دهستان رودخانه‌بر بخش رودخانه شهرستان رودان در استان هرمزگان ایران است.

## جمعیت
بر پایه سرشماری عمومی نفوس و مسکن در سال ۱۳۹۵، جمعیت این روستا برابر با ۵۲۹ نفر (۱۴۹ خانوار) بوده‌است.